# Список потерь Ми-8 и его модификаций (1996 год)
Список потерянных Ми-8 всех модификаций (включая Ми-9, -14, -17, -18, -19, -171 и -172) составлен по данным из открытых источников и учитывает только авиационные происшествия или воздействие внешних сил, приведшие к утрате вертолёта или его списанию вследствие полученных повреждений.
Список не полный и не окончательный.

## Список аварий и катастроф
Зелёным цветом выделены потери при применении в вооружённых конфликтах, в том числе в контртеррористических операциях.
| № п/п | Дата     | Модификация / Бортовой номер | Место                                            | Жертвы / На борту | Краткое описание |
| ----- | -------- | ---------------------------- | ------------------------------------------------ | ----------------- | --- |
| 1     | 9 янв.   | Ми-8МТВ-2 н.д.               | Дагестан, Кизляр                                 | 0/0               | Во время нападения чеченских боевиков на Кизляр на местном аэродроме ими были уничтожены два вертолёта. |
| 2     | 9 янв.   | Ми-8МТВ-2 н.д.               | Дагестан, Кизляр                                 | 0/0               | Во время нападения чеченских боевиков на Кизляр на местном аэродроме ими были уничтожены два вертолёта. |
| 3     | 12 марта | Ми-8Т EZ-22684               | Каспийское море, 1,5 км от Бекдаша               | 12/12             | Упал в море при подлёте к нефтедобывающей платформе «Гарашсыз» в штормовую погоду. Причины катастрофы не установлены. |
| 4     | 18 марта | Ми-8Т RA-22370               | ЯНАО, 30 км от Антипаюта                         | 12/12             | При заходе на посадку в условиях ограниченной видимости экипаж допустил опасное снижение и вертолёт столкнулся со льдом Тазовской губы. В результате авиационного происшествия все находившиеся на борту погибли, вертолёт полностью разрушился и сгорел. |
| 5     | 14 апр.  | Ми-8 н.д.                    | Чечня, Грозненский район, близ села Виноградное  | 4/5               | Вертолёт 70-го осап сбит огнём с земли из стрелкового оружия. Машина потеряла управление, зацепила ЛЭП и, разрушаясь в воздухе, упала двигателями вниз. При опрокидывании вертолёта в воздухе, при левом крене, выпал бортовой стрелок внутренних войск. Вертолёт разрушился и полностью сгорел. Экипаж, за исключением выпавшего стрелка, погиб. |
| 6     | 29 мая   | Ми-8МТВ н.д.                 | Чечня, Ножай-Юртовский район, южнее села Энгеной | 2/н.д.            | Экипаж, в составе группы, выполнял задание по поиску (по пеленгам) и уничтожению радиостанции так называемого Главного штаба НВФ с позывным «Гроза». После посадки и снятия очередного пеленга, при запуске двигателей, вертолёт был поражен на земле управляемой ракетой. Машина частично разрушилась и впоследствии сгорела. Погибли находящиеся на борту 2 члена группы радиоразведки Управления «Р» МВД России. Экипаж остался жив и в составе сил прикрытия принял бой на земле, позднее был эвакуирован. |
| 7     | 20 июня  | Ми-8МТ н.д.                  | Чечня                                            | 1/н.д.            | Сбит огнём с земли. Подробности отсутствуют. |
| 8     | 13 июля  | Ми-8Т RA-22639               | ЯНАО, Кутопьюган                                 | 0/6               | Во время взлёта попутным ветром вертолёт потащило по земле, колёса шасси увязли в песке и машина опрокинулась на левый борт. Вертолёт получил значительные повреждения, экипаж и пассажиры не пострадали. |
| 9     | 6 авг.   | Ми-8 н.д.                    | Чечня, Грозный                                   | н.д./н.д.         | Пара вертолётов была обстреляна огнём с земли над Заводским районом. Ведомый совершил вынужденную посадку, а ведущий под интенсивным обстрелом несмотря на повреждения смог долететь до аэродрома Ханкалы. На помощь сбитому вертолёту вылетел Ми-8, который приземлился рядом и сам был обстрелян и подожжён. Прибывшие к месту боя пара вертолётов ПСС при выполнении посадки также были обстреляны и один из них от полученных повреждений загорелся. Экипажи приняли бой на земле с превосходящими силами противника вместе с разведгруппой 101-го оброн ВВ МВД, пробившейся через боевые порядки противника к месту посадки вертолётов для оказания помощи. В результате боя погиб лётчик-штурман капитан С. В Забоев из экипажа одной из машин. Остальные вместе с наземной группой с боем вышли в расположение своих частей. Подбитые вертолёты сгорели. |
| 10    | 6 авг.   | Ми-8 н.д.                    | Чечня, Грозный                                   | 1/н.д.            | Пара вертолётов была обстреляна огнём с земли над Заводским районом. Ведомый совершил вынужденную посадку, а ведущий под интенсивным обстрелом несмотря на повреждения смог долететь до аэродрома Ханкалы. На помощь сбитому вертолёту вылетел Ми-8, который приземлился рядом и сам был обстрелян и подожжён. Прибывшие к месту боя пара вертолётов ПСС при выполнении посадки также были обстреляны и один из них от полученных повреждений загорелся. Экипажи приняли бой на земле с превосходящими силами противника вместе с разведгруппой 101-го оброн ВВ МВД, пробившейся через боевые порядки противника к месту посадки вертолётов для оказания помощи. В результате боя погиб лётчик-штурман капитан С. В Забоев из экипажа одной из машин. Остальные вместе с наземной группой с боем вышли в расположение своих частей. Подбитые вертолёты сгорели. |
| 11    | 6 авг.   | Ми-8 н.д.                    | Чечня, Грозный                                   | н.д./н.д.         | Пара вертолётов была обстреляна огнём с земли над Заводским районом. Ведомый совершил вынужденную посадку, а ведущий под интенсивным обстрелом несмотря на повреждения смог долететь до аэродрома Ханкалы. На помощь сбитому вертолёту вылетел Ми-8, который приземлился рядом и сам был обстрелян и подожжён. Прибывшие к месту боя пара вертолётов ПСС при выполнении посадки также были обстреляны и один из них от полученных повреждений загорелся. Экипажи приняли бой на земле с превосходящими силами противника вместе с разведгруппой 101-го оброн ВВ МВД, пробившейся через боевые порядки противника к месту посадки вертолётов для оказания помощи. В результате боя погиб лётчик-штурман капитан С. В Забоев из экипажа одной из машин. Остальные вместе с наземной группой с боем вышли в расположение своих частей. Подбитые вертолёты сгорели. |
| 12    | 3 окт.   | Ми-8МТ н.д.                  | между Моздоком и Ханкалой                        | 7/7               | Экипаж вертолёта, который находился в составе дежурных сил ПСС на аэродроме Моздок, в нарушение инструкций был привлечён к перевозке ведомственных пассажиров. В полёте вертолёт столкнулся с землёй, разрушился и сгорел. Погибли 3 члена экипажа и 4 пассажира. |
| 13    | 12 нояб. | Ми-8МТВ 11                   | Уиже                                             | 0/4               | Вертолёт МВД России. Во время захода на посадку при неблагоприятных метеоусловиях (ливневый дождь) экипаж упустил контроль за высотой полёта и вертикальной скоростью снижения. Задев рулевым винтом за землю вертолёт грубо приземлился за 200 м до посадочной площадки. Машина получила значительные повреждения. |
| 14    | 22 нояб. | Ми-8Т RA-22385               | Чукотский АО, 132 км юго-восточнее Певека        | 0/8               | Ошибка экипажа. При выполнении очередной посадки на подобранную площадку в условиях образования снежного вихря вертолет столкнулся с землёй, опрокинулся и разрушился. Экипаж и пассажиры не пострадали. |
| 15    | 22 нояб. | Ми-8Т RA-22777               | Якутия, Анабарский улус, близ Эбелях             | 0/14              | При взлёте в условиях плохой видимости (снежный вихрь) экипаж допустил потерю скорости вертолёта, его снижению и столкновению с землей передней стойкой шасси. Переместившись по земле 53 метра, вертолёт лёг на левый борт и получил значительные повреждения. 4 пассажира получили травмы различной степени тяжести, остальные и экипаж не пострадали. |